# ダーラ
ダーラ（Darla）は、『バフィー 〜恋する十字架〜』とそのスピンオフ作品『エンジェル』に登場する架空のキャラクター。ジュリー・ベンツが演じた。

## 人物
本名は不明であり、ダーラの名はマスターがつけた。歳は400歳。

### 経歴
ロンドン
約200年前、入り浸っていた酒場を文無しのため追い出されてしまったエンジェルを見かけ、暗い路地に誘い込む。そして、彼女についてきたエンジェルを襲い、バンパイアにする（『バフィー』第2シーズン「変貌」）。
ルーマニア
エンジェル（このときはアンジェラスと名乗っていた）にロマの娘を誕生日祝いと称して引き渡す。その後、ロマの呪いで魂を得たエンジェルを自宅から追い出す（『エンジェル』第1シーズン『ゲーム』）
サニーデール
『バフィー』第1シーズンでは女子高生風のファッションで登場した。第2シーズン『変貌』およびスピンオフ作品『エンジェル』での回想シーンでは貴婦人の服装で登場する。
第7話『エンジェル』では2丁拳銃でバフィーを狙うが、バフィーをかばったエンジェルに倒される。
ロサンゼルス
スピンオフ作品『エンジェル』では人間として復活し、その後エンジェルの子を宿す。出産のとき、子供を身ごもることで得た魂を失ってしまうことを恐れ、自ら命を絶つ。
『エンジェル』第4シーズンでは、幽霊として現れ、魔物に取りつかれたコーディリアの指示で、少女を拉致した息子コナーを説得する。

## 人間関係

### 家族
エンジェル
ダーラの夫。
コナー
エンジェルとダーラの息子。
コーディリア・チェイス
コナーの妻でエンジェルの愛人。

### 友人
マスター
ダーラのサイヤー。
スパイク
エンジェルの弟子。
ドゥルーシラ
スパイクの恋人。ダーラの親友。

### 敵
バフィー・アン・サマーズ
エンジェルの恋人。ダーラの恋敵。
リンジー・マクドナルド
ダーラを蘇らせた人物。弁護士。
ダニエル・ホルツ
バンパイア・ハンター。